# Erebia calaritas
Erebia calaritas är en fjärilsart som beskrevs av Hans Fruhstorfer 1917. Erebia calaritas ingår i släktet Erebia och familjen praktfjärilar. Inga underarter finns listade i Catalogue of Life.